# Джерело № 1 (Турички)
Джерело № 1 — гідрологічна пам'ятка природи місцевого значення в Україні. Розташована на території Ужгородського району Закарпатської області, неподалік від центральної частини села Турички.
Площа 0,5 га. Статус отриманий у 1984 році. Перебуває у віданні ДП «Перечинське ЛГ» (Перечинське лісництво, квартал 34, виділ 9).
Вода гідрокарбонатно-натрієва. Заг. мінералізація — 1,1 г/л. Мікроелементи — мідь, цинк. Для лікування захворювань нервової системи.